# 1230 Avenue of the Americas
1230 Avenue of the Americas, går även under namnen Uniroyal Building, U.S. Rubber Company Building och Simon & Schuster Building, är ett höghus som ligger utmed gatan Avenue of the Americas/Sixth Avenue på Manhattan i New York, New York i USA.
Byggnaden uppfördes 1939 som en fastighet för kontorsverksamhet. Den är 84,5 meter hög och har 21 våningar.